# Liste der Monuments historiques in Le Val-Saint-Germain
Die Liste der Monuments historiques in Le Val-Saint-Germain führt die Monuments historiques in der französischen Gemeinde Le Val-Saint-Germain auf.

## Liste der Bauwerke
| Bezeichnung       | Beschreibung         | Standort | Kennzeichnung | Schutzstatus | Datum | Bild           |
| ----------------- | -------------------- | -------- | ------------- | ------------ | ----- | -------------- |
| Château du Marais | Schloss, erbaut 1770 | (Lage)   | PA00088024    | Classé       | 1965  | weitere Bilder |

## Liste der Objekte
- Monuments historiques (Objekte) in Le Val-Saint-Germain der Base Palissy des französischen Kultusministeriums